# Marie Höbinger
Marie Höbinger (født 1. juli 2001) er en kvindelig østrigsk fodboldspiller, der spiller midtbane for tyske i Turbine Potsdam i 1. Frauen-Bundesliga og Østrigs kvindefodboldlandshold.
Höbinger skrev i januar 2022 under på en lejeaftale med den schweiziske FC Zürich Frauen i Erstligisten
Hun fik sin officielle debut på det østrigske landshold den 8. november 2019 i en 3–0-sejr over Nordmakedonien i EM-kvalifikationskamp. Hun blev også udtaget til landstræner Irene Fuhrmanns officielle trup mod EM i fodbold for kvinder 2022 i England.